# La tela del ragno (film 1989)
La tela del ragno (Das Spinnennetz) è un film del 1989 diretto da Bernhard Wicki. La pellicola è stata presentata in concorso al Festival di Cannes 1989.